# Hos isbjørnene i Zoologiske Have
Hos isbjørnene i Zoologiske Have er en dansk dokumentarfilm fra 1951, der er instrueret af Leif Beck.

## Handling
I den nye, store åbne grotte i Zoologisk Have i København boltrer de fem isbjørne sig såvel i vandet som på landjorden. De leger, slås, svømmer og bliver fodret med sild.